# Calzadilla de Tera
Calzadilla de Tera è un comune spagnolo di 410 abitanti situato nella comunità autonoma di Castiglia e León.